# Belluru, Alur
Belluru là một làng thuộc tehsil Alur, huyện Hassan, bang Karnataka, Ấn Độ.